# Pingu järv
Pingu järv är en sjö i Estland.   Den ligger i landskapet Viljandimaa, i den centrala delen av landet, 120 km söder om huvudstaden Tallinn. Pingu järv ligger 71 meter över havet.  I omgivningarna runt Pingu järv växer i huvudsak blandskog.